# Трохоло
Трохоло (мкд. Трооло) је насеље у Северној Македонији, у источном делу државе. Трохоло је у саставу општине Пробиштип.

## Географија
Трохоло је смештено у источном делу Северне Македоније. Од најближег града, Пробиштипа, насеље је удаљено 15 km јужно.
Насеље Трохоло се налази у историјској области Злетово, на југозападном ободу Злетовске котлине. Западно од насеља издижу се прва брда планине Манговице. Надморска висина насеља је приближно 480 метара.
Месна клима је умерено континентална.

## Становништво
Трохоло је према последњем попису из 2002. године имало 45 становника.
Претежно становништво у насељу су етнички Македонци (100%).
Већинска вероисповест месног становништва је православље.